# Хоккей с шайбой в Армении
Хоккей с шайбой в Армении является одним из развивающихся, но малопопулярных зимних видов спорта. Управляет развитием спорта Армянская федерация хоккея с шайбой.

## История
В Армении хоккей с мячом появился намного раньше по сравнению с хоккеем с шайбой: его завезли в конце XIX века офицеры Русской императорской армии, которые квартировали в гарнизонах Карской области, пограничной с Османской империей. В 1930-е годы в стране центром хоккея с мячом стал Ленинакан, однако волна популярности позже сошла на нет к 1960-м годам. Хоккей с шайбой развивался в Гюмри и Варденисе: в 1980-е годы в Гюмри было очень много школьных команд, некоторые из них даже участвовали в финале всесоюзного детского турнира «Золотая шайба». В середине 1980-х годов в ереванском союзном СКК имени Карена Демирчяна прошёл матч ветеранов сборной СССР по хоккею, собравший аншлаг. В 1990-е годы после экономических и политических осложнений в стране была предпринята попытка возродить хоккей с шайбой. Появилась Федерация хоккея с шайбой Армении, которую возглавил Карен Хачатрян; в 2000 году стартовал первый розыгрыш чемпионата Армении. В 2004 году национальная сборная Армении дебютировала в третьем дивизионе чемпионата мира в группе B, однако не добилась весомых успехов. 16 сентября 2009 года Хачатрян погиб в автокатастрофе со своей женой Гаяне Арутюнян, сыном Левоном и другом Денисом Давыдовым, президентом грузинской федерации хоккея. Их гибель не позволила реализовать проект Южнокавказской хоккейной лиги с участием команд Грузии, Армении и Турции.
Числившаяся с 22 сентября 1999 года в составе ИИХФ, Армения была исключена оттуда в апреле 2010 года после турнира в третьем дивизионе чемпионата мира, который состоялся в Ереване в спортивно-концертном комплексе имени Демирчяна и собрал аншлаг. Сборная Армении изначально завоевала серебряные медали, проиграв в финале сборной КНДР со счётом 2:5 — команду Армении даже принимала министр диаспоры Грануш Акопян, поздравив с успешным выступлением. Однако позже выяснилось, что ряд игроков сборной Армении имели американское спортивное гражданство, но не имели армянского и даже не подали заявки на него; в итоге команду лишили серебряных медалей и засчитали автоматически технические поражения со счётом 0:5. В связи с исключением из рядов ИИХФ развитие хоккея приостановилось: редким исключением стали матч легенд хоккея России против юношеской сборной Армении в 2013 году и Панармянские зимние игры 2014 года, на которых был проведён хоккейный турнир.

### Создание Армянской хоккейной лиги
В 2023 году чемпионат Армении по хоккею с шайбой, не проводившийся с 2019 года, возобновился в рамках Армянской хоккейной лиги. Первый сезон стартовал 2 апреля 2023 года с участием 5 команд. Победителем первого сезона АХЛ стал клуб «Львы». Розыгрыш 2-го сезона АХЛ стартовал 18 ноября 2023 года. 

## Известные игроки
В истории советского хоккея свой след оставил сын выходца из Западной Армении Григорий Мкртычан, ставший одним из основоположников вратарской школы СССР и выигравший титул олимпийского чемпиона в 1956 году в Кортина-д'Ампеццо. В КХЛ одним из известных игроков был Самвел Мнацян («Авангард», «Барыс», «Адмирал»), его брат Давид известен по играм за «Рязань»; в сборной Белоруссии на турнире в Катовице отметился выступлениями Давид Назарян из пинского «Юниора». Известными игроками армянского происхождения за рубежом считаются Эдди Джеремия (игрок «Нью-Йорк Американс» и «Бостон Брюинз»), Зак Богосян («Атланта Трэшерз», «Баффало Сейбрз») и Виктория Мовсесян (олимпийская чемпионка 1998 года в составе сборной США). Во Франции ведущим игроком считается Антонен Манавьян, обладатель Континентального кубка 2012 года в составе «Руан».
В 2017 году в составе российской молодёжной сборной в рамках ежегодной Суперсерии против юниорских сборных Канады и канадских лиг участвовали игроки армянского происхождения Артём Манукян, Андрей Алтыбармакян и Алексей Полодян: в игре против сборной лиги Онтарио команда России выиграла 5:2, по две шайбы забросили Манукян и Полодян. Непосредственно в составе армянской сборной в турнире 2010 года играли вратарь Лаврентий Казарян, защитники Петрос Жамкочян и Давид Тагворян (признан лучшим защитником турнира до решения ИИХФ о дисквалификации), а также нападающие Джон Казанчян (лучший игрок сборной), Григор Демирчян и Акоп Аветисян (признан лучшим нападающим турнира).